# Vicente Peydró Díez
Vicent Peydró i Díez o Vicente Peydró Díez (siendo citado erróneamente como Vicent Díez Peydró) (Valencia, 8 de abril de 1861 - Valencia, 6 de enero de 1938) fue un compositor español que se dedicó fundamentalmente a la zarzuela, escribiendo partituras para obras con libreto tanto en castellano como en valenciano, estas últimas entre las más célebres del repertorio valenciano. Destaca en su producción la sarsuela Les barraques, sobre un texto de Eduardo Escalante.

## Biografía
En Valencia fue alumno de Salvador Giner, Manuel Penella Raga y Roberto Segura. Después se trasladó a Madrid, donde colaboró en el ambiente zarzuelístico como maestro concertador de coros. Con base en Madrid realizó giras por diversas ciudades. El año 1897 regresó a Valencia, trabajando a partir de entonces en el Teatro Ruzafa y en el Teatro Princesa.
Su mayor éxito, Les barraques, fue estrenado en el Teatro Princesa el 10 de noviembre de 1899. La última reposición de esta zarzuela en la ciudad de Valencia tuvo lugar en el Teatro Principal el año 1978.
Publicó una colección de textos autobiográficos en los que relataba sus experiencias profesionales.
Padre del fotógrafo Vicente Peydró Marzal.

## Obras

### Zarzuela
- 1899 Les barraques - libreto: Eduardo Escalante Feo
- 1901 Las carceleras - libreto: Ricardo Rodríguez Flores
- 1906 La fiesta de la campana
- 1907 Rejas y votos
- 1908 Porta Coeli
- El juí final
- El gallet de Favara
- Gent de tro - libreto: Eduardo Navarro Gonzalvo
- Me he lucido
- La traca
- Boires
- De Puçol a València
- Flamencos y peteneras
- El amo del mar
- A mal tiempo buena cara
- Agència de matrimonis
- Educandos y dragones
- "La Ciudad del Porvenir" o Des de València al cel - libreto: Eduardo Navarro Gonzalvo
- Quintos i reganxaors
- El presiliari
- Viatge a l'Exposició o De València a París

### Otros géneros
- 15 estudios para piano
- Melodia llemosina, para voz y piano